# Regina (Saskatchewan)
Regina es una ciudad canadiense, capital de la provincia de Saskatchewan. Es la segunda ciudad más grande de la provincia (después de Saskatoon), con 226.404 habitantes en 2021.

## Historia

### Historia temprana (1882-1945)
Regina se estableció como la sede territorial del gobierno en 1882 cuando Edgar Dewdney, el teniente gobernador de los Territorios del Noroeste, insistió en el sitio sobre los mejor desarrollados Battleford, Troy y Fort Qu'Appelle (este último unos 48,3 km al este, uno en llanuras onduladas y el otro en el valle de Qu'Appelle entre dos lagos). Estas comunidades fueron consideradas en gran medida mejores ubicaciones para lo que se anticipaba sería una metrópoli para las llanuras canadienses. Estos lugares tenían amplio acceso al agua y residían en parques ondulados arbolados. "Pile-of-Bones", como se llamaba entonces al sitio de Regina, por el contrario, estaba ubicado en una pradera árida y sin rasgos distintivos.
El teniente gobernador Dewdney había adquirido un terreno adyacente a la ruta de la futura línea de CPR en Pile-of-Bones, que se distinguía solo por colecciones de huesos de bisonte cerca de un pequeño arroyo de escorrentía, unos pocos kilómetros río abajo de su origen en el medio de lo que ahora son campos de trigo. Hubo un "evidente conflicto de intereses" en la elección de Dewdney del sitio de Pile-of-Bones como sede territorial del gobierno y fue un escándalo nacional en ese momento. Pero hasta 1897, cuando se logró un gobierno responsable en los Territorios, el vicegobernador y el consejo gobernaron por decreto y había pocos medios legítimos para impugnar tales decisiones fuera de la capital federal de Ottawa. Allí, los Territorios eran remotos y de poca preocupación. La princesa Luisa, duquesa de Argyll, esposa del entonces gobernador general de Canadá, nombró a la nueva comunidad Regina, en honor a su madre, la reina Victoria.
Las consideraciones comerciales prevalecieron y el auténtico desarrollo de la ciudad pronto comenzó como una colección de chozas de madera y chozas de tiendas de campaña agrupadas alrededor del sitio designado por el CPR para su futura estación, unos 3,2 km al este de donde Dewdney se había reservado importantes posesiones de tierras para él y donde ubicaba la Casa de Gobierno Territorial (ahora Saskatchewan).

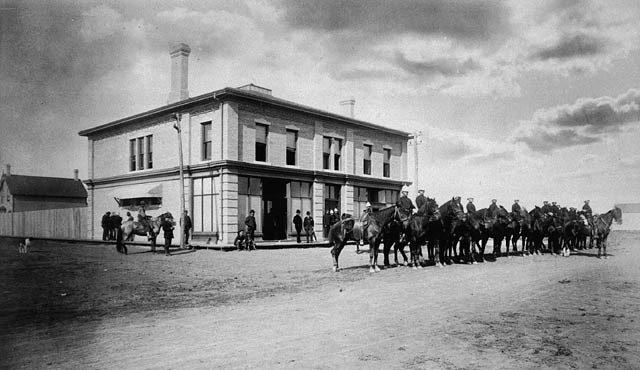
El Palacio de Justicia de Regina durante el juicio de Louis Riel en 1885. Fue llevado a Regina después de la Rebelión del Noroeste.

Regina alcanzó prominencia nacional en 1885 durante la Rebelión del Noroeste cuando las tropas fueron en su mayoría capaces de ser transportadas en tren en el CPR desde el este de Canadá hasta la estación Qu'Appelle, antes de marchar al campo de batalla en el noroeste - Qu Appelle había sido el principal centro de desembarque y distribución hasta 1890, cuando la finalización del ferrocarril Qu'Appelle, Long Lake y Saskatchewan unió a Regina con Saskatoon y Prince Albert. Posteriormente, el líder de la rebelión, Louis Riel, fue juzgado y ahorcado en Regina, lo que dio a la comunidad infantil una mayor y, en ese momento, una atención nacional no deseada en relación con una figura que en general en ese momento se consideraba un villano puro en el Canadá anglófono. El episodio, que incluyó el encarcelamiento, el juicio y la ejecución de Riel, llevó a la nueva Regina Leader (más tarde, Leader-Post) a la prominencia nacional.
Regina se incorporó como ciudad el 19 de junio de 1903, y el MLA, que presentó el proyecto de ley de estatutos, James Hawkes, declaró que "Regina tiene el futuro más brillante antes que cualquier lugar en los Territorios del Noroeste". Varios años más tarde, la ciudad fue proclamada capital de la provincia de Saskatchewan en 1905 el 23 de mayo de 1906, por el primer gobierno provincial, encabezado por el primer ministro Walter Scott; el monumental edificio legislativo de Saskatchewan se construyó entre 1908 y 1912.

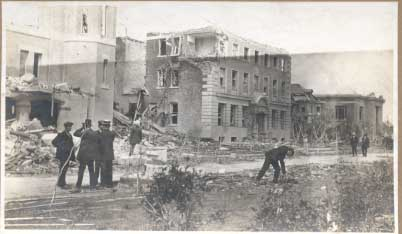
En junio de 1912, un tornado conocido localmente como el Ciclón de Regina devastó la ciudad. El mismo sigue siendo el más mortífero registrado en la historia de Canadá.

El "Ciclón Regina" fue un tornado que devastó la ciudad el 30 de junio de 1912 y sigue siendo el tornado más mortífero en la historia de Canadá, con un total de 28 muertes, la población de la ciudad fue de 30.213 en 1911. Nubes en forma de embudo verdes se formaron y aterrizaron al sur de la ciudad, abriendo una franja a través del área residencial entre Wascana Lake y Victoria Avenue, continuando por el distrito comercial del centro, patios ferroviarios, distrito de almacenes y área residencial del norte.
Regina creció rápidamente hasta el comienzo de la Gran Depresión, en 1929, aunque solo a una pequeña fracción de la explosión demográfica originalmente anticipada como centro de población de la nueva provincia. En ese momento, Saskatchewan se consideraba la tercera provincia de Canadá tanto en la población como en los indicadores económicos.
En 1933, Regina fue sede de la primera convención nacional de la Federación Cooperativa del Commonwealth (predecesora del NDP). En la convención, la CCF adoptó un programa conocido como Manifiesto Regina, que estableció los objetivos del nuevo partido. En 1935, Regina ganó notoriedad por Regina Riot, un incidente del On-to-Ottawa Trek. A partir de la década de 1930, Regina se hizo conocida como un centro de considerable activismo político y experimentación a medida que su gente buscaba adaptarse a realidades económicas nuevas y reducidas, incluido el movimiento cooperativo y el medicare.

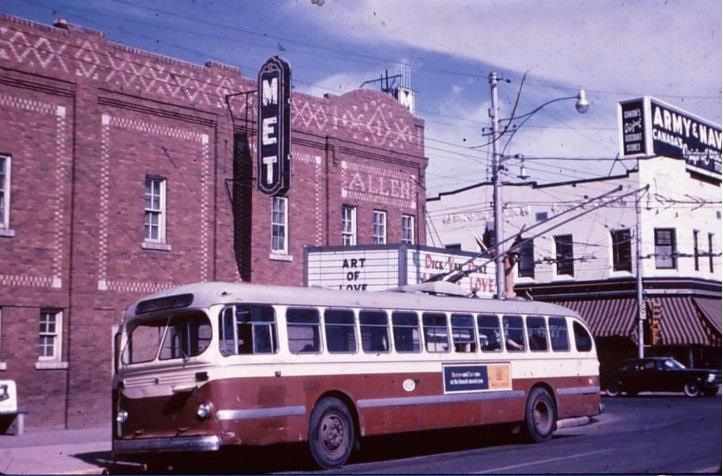
Broad Street en 1965. El cine y los grandes almacenes fueron demolidos más tarde. Regina vio varios edificios demolidos desde 1945 hasta la década de 1970.

La desaparición de los grandes almacenes minoristas Simpson's, Eaton y Army & Navy en o cerca del distrito comercial central y Simpsons-Sears al norte en Broad Street, dejó solo a Hudson's Bay Company como una gran tienda departamental en el centro de Regina.. Esto, con la proliferación de centros comerciales a partir de la década de 1960 y las " grandes tiendas " en la periferia de la década de 1990, junto con la deriva correspondiente de lugares de entretenimiento (y todos menos uno de los cines del centro) hacia las afueras de la ciudad, había agotado la ciudad. centrar. Los antiguos grandes almacenes Hudson's Bay Company (anteriormente el sitio del Teatro Regina, aunque estuvo mucho tiempo vacante después de que se quemó hasta los cimientos) se ha convertido en oficinas; Globe Theatre, ubicado en el Prince Edward Building en 11th Avenue y Scarth Street, Casino Regina y su salón de espectáculos en la antigua estación de tren CPR, el Cornwall Center y los restaurantes del centro ahora atraen a la gente al centro de la ciudad nuevamente.
Muchos edificios de importancia y valor se perdieron durante el período desde 1945 hasta aproximadamente 1970: la Iglesia Unida de Knox fue demolida en 1951; el ayuntamiento neorrománico en 1964 (el fallido centro comercial que lo reemplazó ahora es espacio de oficinas para el Gobierno de Canadá) y el Court of Queen's Bench for Saskatchewan 1894 en Hamilton Street y Victoria Avenue en 1965.

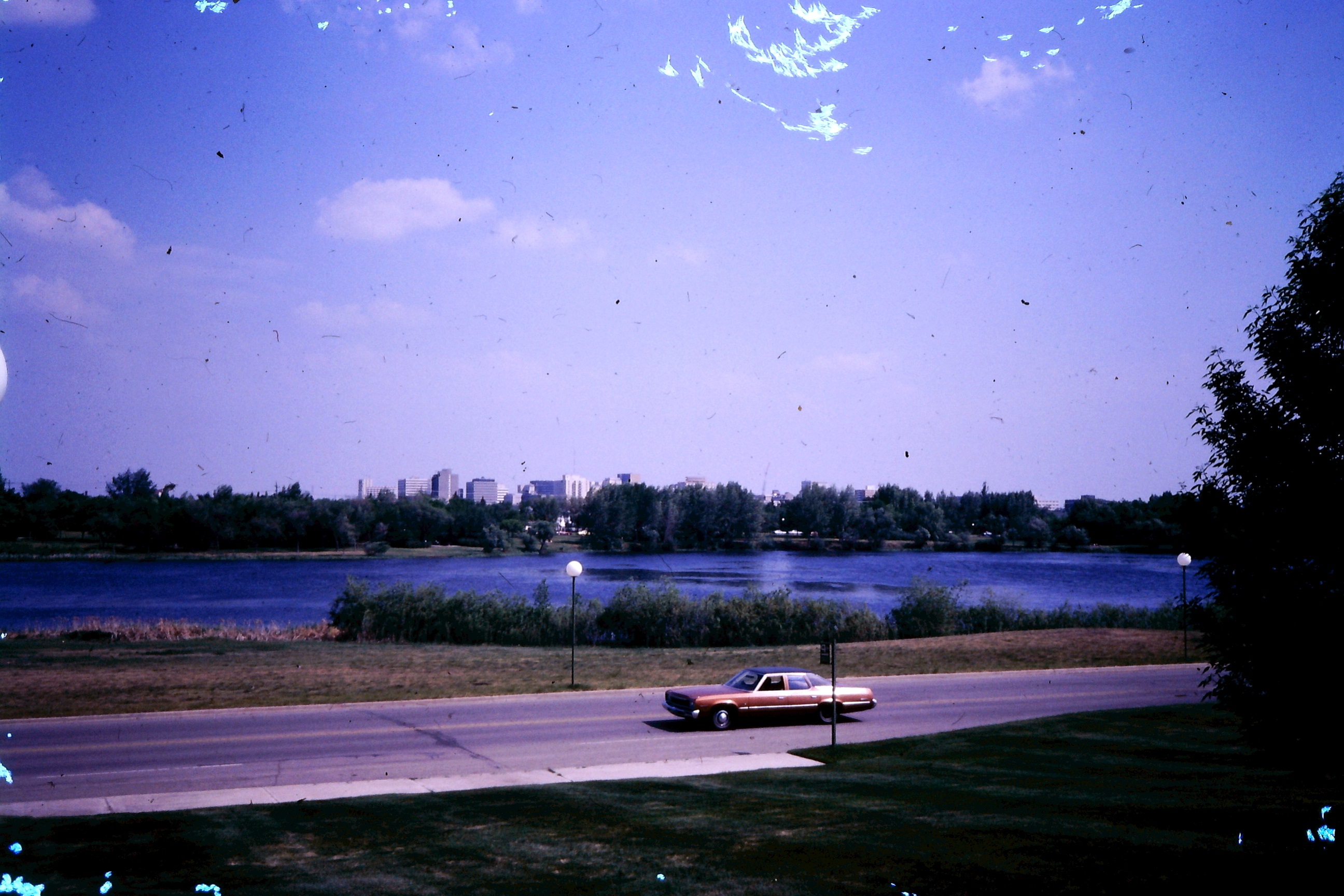
Wascana Center en 1970, ocho años después de su creación.

En 1962 Wascana Center Authority se estableció para gobernar el extenso 50 años de edad, 9.3 km 2 parque urbano y recinto legislativo. Un plan de 100 años fue desarrollado por el arquitecto del World Trade Center Minoru Yamasaki y el arquitecto paisajista Thomas Church, como parte del desarrollo de un nuevo campus de la Universidad de Saskatchewan en el extremo sureste del parque. El plan maestro se ha revisado posteriormente cada cinco o siete años desde entonces, la última vez en 2016 Wascana Center ha hecho que Regina sea tan agradable y satisfactoria para los residentes como durante mucho tiempo ha sido la " metrópoli " para los agricultores y residentes de los pequeños pueblos vecinos.
El puesto en peligro a largo Casa de Gobierno se salvó en 1981 después de décadas de abandono y regresó a su uso virreinal, la antigua propiedad de la diócesis anglicana en Broad Street y la avenida de la universidad se está reconstruyendo con pactos estrictas para mantener la integridad de los edificios diocesanos y St La Escuela de Chad y el antiguo edificio de la Academia del Sagrado Corazón inmediatamente adyacente a la catedral católica se han convertido en casas adosadas.
Recientemente, se han dado nuevos usos a edificios más antiguos, incluida la antigua Escuela Normal en el campus de Regina College de la Universidad de Regina (ahora los estudios de producción de Saskatchewan de Canadá) y la antigua oficina de correos en Scarth Street Mall. El distrito de almacenes, inmediatamente adyacente al distrito comercial central al norte de la línea CPR, se ha convertido en un recinto comercial y residencial deseable, ya que los almacenes históricos se han convertido en tiendas, clubes nocturnos y uso residencial.

## Geografía

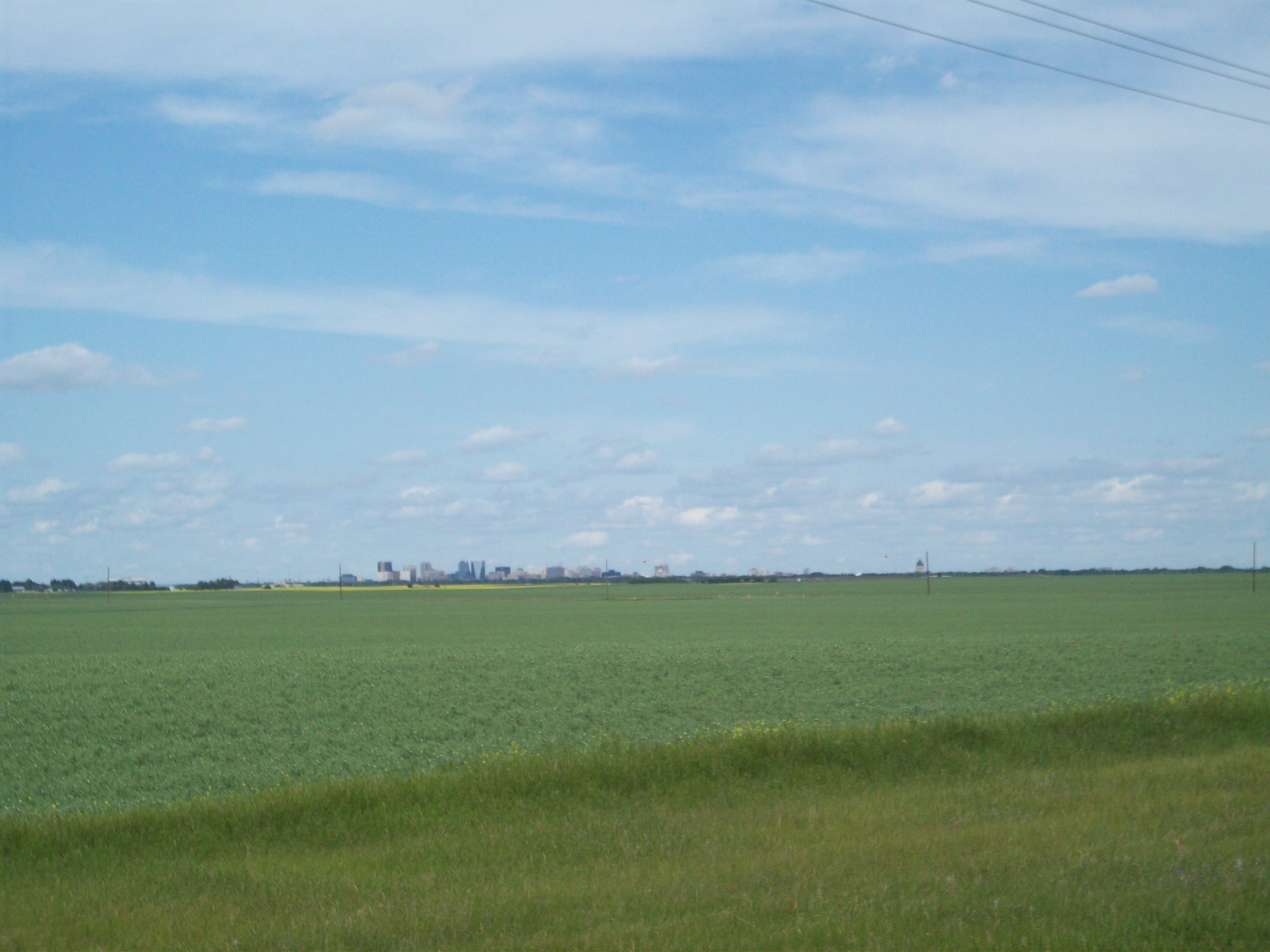
Vista de Regina desde la distancia en Saskatchewan Highway 1. La ciudad está situada en una llanura amplia, plana y en gran parte sin agua y sin árboles.

La ciudad está situada en una llanura amplia, plana y sin árboles. Hay una gran cantidad de parques y espacios verdes: todos sus árboles (unos 300 000) arbustos y otras plantas fueron plantados a mano. Al igual que en otras ciudades de la pradera, los olmos estadounidenses se plantaron en los patios delanteros de los barrios residenciales y en los bulevares a lo largo de las principales arterias de tráfico y son la especie dominante en el bosque urbano.
En los últimos años, se ha reconsiderado el patrón de terrenos de las escuelas primarias y secundarias que son acres de terrenos deportivos de pradera y dichos terrenos se han ajardinado con colinas y parques artificiales. Las subdivisiones residenciales más nuevas en el noroeste y sureste tienen, en lugar de alcantarillas pluviales de escorrentía primaveral, lagunas decorativas ajardinadas.
El paisaje urbano está ahora en peligro por la enfermedad del olmo holandés, que se ha extendido por América del Norte desde la costa este y ahora ha llegado a las praderas canadienses; por el momento está controlado por programas de manejo de plagas y se están plantando especies no susceptibles a la enfermedad; la enfermedad tiene el potencial de acabar con la población de olmos de Regina.

### Clima
Regina experimenta un clima continental húmedo seco ( Köppen: Dfb ) en la Zona de Resistencia de Planta 3b de NRC. Regina tiene veranos cálidos e inviernos fríos y secos, propensos a los extremos en todas las épocas del año. La precipitación media anual es de 389,7 mm y es más pesado de junio a agosto, siendo junio el mes más húmedo con un promedio de 75 mm de precipitación. La temperatura media diaria del año es de 3,1 grados Celsius. La temperatura más baja jamás registrada fue −50 grados Celsius el 1 de enero de 1885, mientras que la temperatura más alta registrada fue de 43,9 grados Celsius el 5 de julio de 1937.
| Parámetros climáticos promedio de Aeropuerto Internacional de Regina (1981–2010) | Parámetros climáticos promedio de Aeropuerto Internacional de Regina (1981–2010) | Parámetros climáticos promedio de Aeropuerto Internacional de Regina (1981–2010) | Parámetros climáticos promedio de Aeropuerto Internacional de Regina (1981–2010) | Parámetros climáticos promedio de Aeropuerto Internacional de Regina (1981–2010) | Parámetros climáticos promedio de Aeropuerto Internacional de Regina (1981–2010) | Parámetros climáticos promedio de Aeropuerto Internacional de Regina (1981–2010) | Parámetros climáticos promedio de Aeropuerto Internacional de Regina (1981–2010) | Parámetros climáticos promedio de Aeropuerto Internacional de Regina (1981–2010) | Parámetros climáticos promedio de Aeropuerto Internacional de Regina (1981–2010) | Parámetros climáticos promedio de Aeropuerto Internacional de Regina (1981–2010) | Parámetros climáticos promedio de Aeropuerto Internacional de Regina (1981–2010) | Parámetros climáticos promedio de Aeropuerto Internacional de Regina (1981–2010) | Parámetros climáticos promedio de Aeropuerto Internacional de Regina (1981–2010) |
| Mes                                                                              | Ene.                                                                             | Feb.                                                                             | Mar.                                                                             | Abr.                                                                             | May.                                                                             | Jun.                                                                             | Jul.                                                                             | Ago.                                                                             | Sep.                                                                             | Oct.                                                                             | Nov.                                                                             | Dic.                                                                             | Anual                                                                            |
| -------------------------------------------------------------------------------- | -------------------------------------------------------------------------------- | -------------------------------------------------------------------------------- | -------------------------------------------------------------------------------- | -------------------------------------------------------------------------------- | -------------------------------------------------------------------------------- | -------------------------------------------------------------------------------- | -------------------------------------------------------------------------------- | -------------------------------------------------------------------------------- | -------------------------------------------------------------------------------- | -------------------------------------------------------------------------------- | -------------------------------------------------------------------------------- | -------------------------------------------------------------------------------- | -------------------------------------------------------------------------------- |
| Temp. máx. abs. (°C)                                                             | 10.4                                                                             | 15.6                                                                             | 24.4                                                                             | 32.8                                                                             | 37.2                                                                             | 40.6                                                                             | 43.9                                                                             | 41.3                                                                             | 37.2                                                                             | 32.0                                                                             | 23.6                                                                             | 15.0                                                                             | 43.9                                                                             |
| Temp. máx. media (°C)                                                            | -9.3                                                                             | -6.4                                                                             | 0.4                                                                              | 11.6                                                                             | 18.5                                                                             | 22.8                                                                             | 25.8                                                                             | 25.5                                                                             | 19.1                                                                             | 11.0                                                                             | 0.1                                                                              | -7.1                                                                             | 9.3                                                                              |
| Temp. media (°C)                                                                 | -14.7                                                                            | -11.7                                                                            | -4.8                                                                             | 4.8                                                                              | 11.3                                                                             | 16.2                                                                             | 18.9                                                                             | 18.1                                                                             | 11.8                                                                             | 4.3                                                                              | -5.2                                                                             | -12.4                                                                            | 3.1                                                                              |
| Temp. mín. media (°C)                                                            | -20.1                                                                            | -17.0                                                                            | -9.9                                                                             | -2.0                                                                             | 4.1                                                                              | 9.5                                                                              | 11.9                                                                             | 10.7                                                                             | 4.6                                                                              | -2.4                                                                             | -10.5                                                                            | -17.7                                                                            | -3.2                                                                             |
| Temp. mín. abs. (°C)                                                             | -50.0                                                                            | -47.8                                                                            | -40.6                                                                            | -28.9                                                                            | -13.3                                                                            | -5.6                                                                             | -2.2                                                                             | -5.0                                                                             | -16.1                                                                            | -26.1                                                                            | -37.2                                                                            | -48.3                                                                            | -50.0                                                                            |
| Precipitación total (mm)                                                         | 15.3                                                                             | 9.4                                                                              | 19.7                                                                             | 24.1                                                                             | 51.4                                                                             | 70.9                                                                             | 66.9                                                                             | 44.8                                                                             | 32.8                                                                             | 24.5                                                                             | 14.2                                                                             | 15.7                                                                             | 389.7                                                                            |
| Lluvias (mm)                                                                     | 0.6                                                                              | 0.8                                                                              | 5.1                                                                              | 18.1                                                                             | 47.6                                                                             | 70.9                                                                             | 66.9                                                                             | 44.8                                                                             | 32.1                                                                             | 18.3                                                                             | 3.1                                                                              | 0.5                                                                              | 308.9                                                                            |
| Nevadas (cm)                                                                     | 19.4                                                                             | 11.4                                                                             | 18.8                                                                             | 6.9                                                                              | 3.6                                                                              | 0.0                                                                              | 0.0                                                                              | 0.0                                                                              | 0.7                                                                              | 6.9                                                                              | 13.0                                                                             | 19.5                                                                             | 100.2                                                                            |
| Días de precipitaciones (≥ 0.2 mm)                                               | 10.9                                                                             | 8.3                                                                              | 9.3                                                                              | 8.5                                                                              | 10.9                                                                             | 13.5                                                                             | 10.8                                                                             | 9.5                                                                              | 8.9                                                                              | 8.1                                                                              | 8.3                                                                              | 10.9                                                                             | 117.9                                                                            |
| Días de lluvias (≥ 0.2 mm)                                                       | 0.85                                                                             | 0.77                                                                             | 2.5                                                                              | 6.3                                                                              | 10.5                                                                             | 13.5                                                                             | 10.8                                                                             | 9.5                                                                              | 8.7                                                                              | 6.1                                                                              | 1.7                                                                              | 1.0                                                                              | 72.3                                                                             |
| Días de nevadas (≥ 0.2 cm)                                                       | 11.7                                                                             | 8.8                                                                              | 8.5                                                                              | 3.3                                                                              | 0.96                                                                             | 0.04                                                                             | 0.0                                                                              | 0.0                                                                              | 0.52                                                                             | 2.7                                                                              | 8.2                                                                              | 11.7                                                                             | 56.2                                                                             |
| Horas de sol                                                                     | 96.1                                                                             | 133.5                                                                            | 154.5                                                                            | 236.6                                                                            | 262.4                                                                            | 277.7                                                                            | 325.4                                                                            | 287.4                                                                            | 198.1                                                                            | 163.3                                                                            | 97.9                                                                             | 85.4                                                                             | 2318.2                                                                           |
| Humedad relativa (%)                                                             | 76.1                                                                             | 76.4                                                                             | 69.5                                                                             | 44.5                                                                             | 42.9                                                                             | 48.3                                                                             | 48.8                                                                             | 45.4                                                                             | 45.5                                                                             | 52.4                                                                             | 68.2                                                                             | 75.7                                                                             | 57.8                                                                             |
| Fuente: Environment Canada and Weather Atlas                                     |                                                                                  |                                                                                  |                                                                                  |                                                                                  |                                                                                  |                                                                                  |                                                                                  |                                                                                  |                                                                                  |                                                                                  |                                                                                  |                                                                                  |                                                                                  |

## Símbolos de la ciudad
Los símbolos de la ciudad son:

### La Cresta
Representa el gobierno municipal, una corona de mural, hecha con piedras, y mortero en los colores de la ciudad.

### Partidarios
Los partidarios honran a todos los que han sostenido y ayudado a la ciudad.

### Lema
Floreat Regina (Que prospere Regina/la reina).

### Bandera
Está dividida en 2 barras, la de arriba, azul, representa el cielo, y la de abajo, amarilla, los campos de grano que rodean a Regina.

## Economía
Esta ciudad tiene uno de los impuestos más bajos de todo Canadá.
Es un centro comercial, financiero, industrial y de distribución cuyas principales industrias engloban la producción de acero, los alimentos preparados, los productos químicos, los materiales de construcción, el equipo agrícola y los productos metálicos, de petróleo y de papel. Las explotaciones gubernamentales y el turismo también son importantes para la economía de la ciudad.
La asociación Triguera de Saskatchewan tiene su sede en esta ciudad.

### Servicios

#### Arte y cultura
Regina es famosa por su arte y cultura, incluso fue declarada capital cultural de Canadá en 2004.

#### Parques y espacios verdes
Esta ciudad tiene una gigantesca cantidad de parques, una de las mayores de Canadá. En Regina se encuentra ubicado el parque urbano más largo de Norteamérica.

## Hitos urbanos
El centro de Regina tiene 24 hectáreas, en ellas hay todo tipo de servicios, 700 tiendas, teatros, restaurantes, etc.
El parque de la exposición de Regina acoge también todo tipo de ferias.
Se cuenta con muchísimos servicios, tales como: bomberos, policía, cementerios, etc.

### Negocios y Rascacielos
Esta ciudad atrae muchísimos negocios gracias a sus bajos impuestos, lo que hace que se construyan rascacielos, hay 16 de ellos que superan los 50 metros de altitud, 6 más de 60 metros, 4 más de 70, y 2 más de 80 metros, llegando a rozar los 90 m. el Delta Regina Hotel y el McCallum Hill Centre II.

### Monumentos y lugares de interés
- Universidad de Regina (1974)
- Edificio Legislativo de Saskatchewan
- Galería de Arte Norman Mackenzie
- Museo de Historia Natural
- Telorama (museo de comunicaciones)
- Centro de Arte de Saskatchewan
- Templo SUD de Regina

## Transporte
Esta ciudad es servida por el Aeropuerto Internacional de Regina.

## Deporte
Regina es la sede del equipo de fútbol canadiense Saskatchewan Roughriders, quienes juegan en el estadio de la ciudad, el Mosaic Stadium at Taylor Field, el de mayor capacidad de la provincia.

## Celebridades
- Tatiana Maslany nació aquí.
- Leslie Nielsen nació aquí.

## Ciudades hermanas
- Jinan, China
- Fujioka, Japón
- Ulsan, Corea del Sur
- Ndola, Zambia
- Kfar Saba, Israel
- Viña del Mar, Chile